# Bibliothèque universitaire de Potsdam

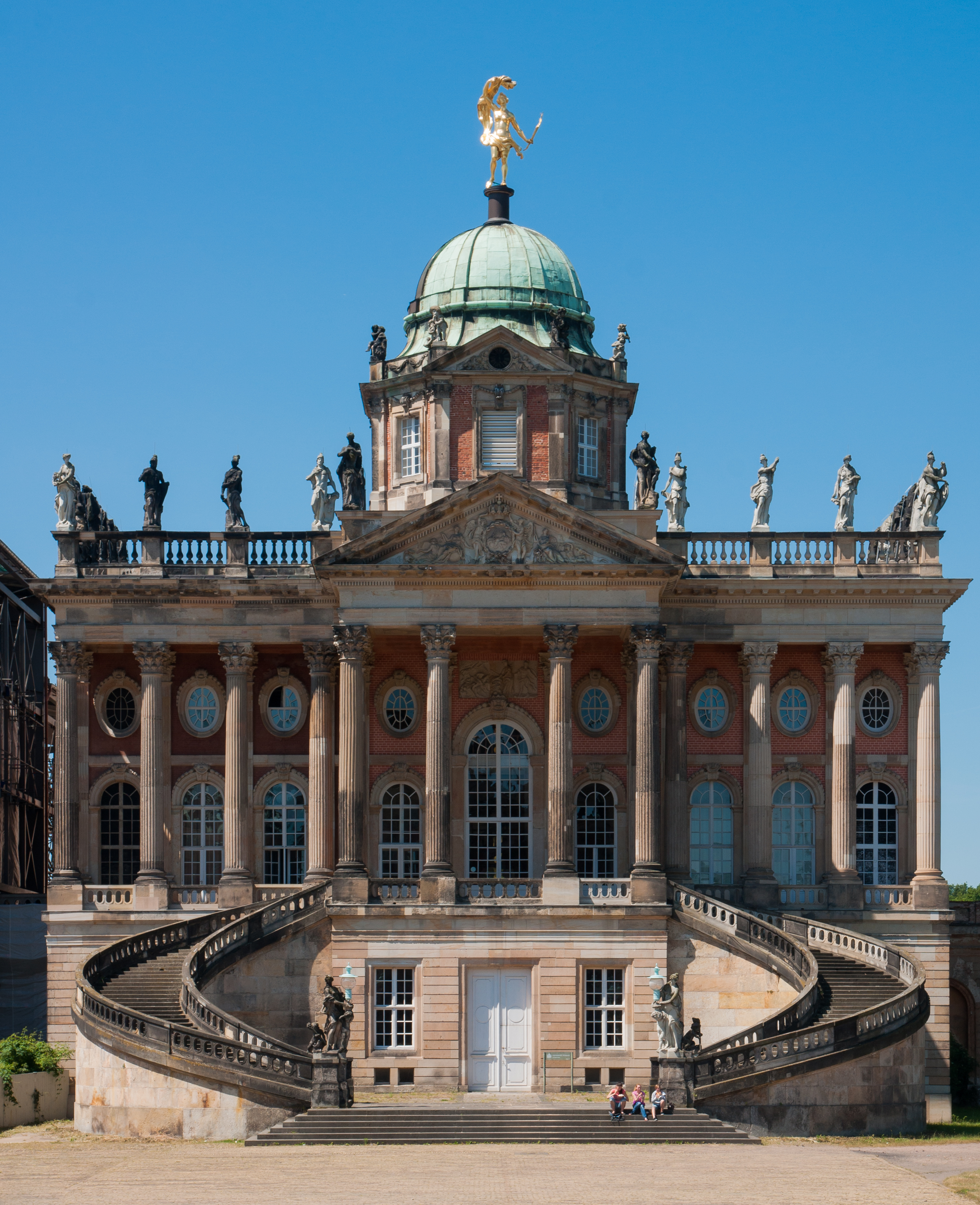
La bibliothèque du Nouveau Palais

La bibliothèque universitaire de Potsdam (en allemand : Universitätsbibliothek Potsdam) est la bibliothèque d’étude de l’Université de Potsdam et de recherche la plus importante du Land de Brandebourg. Centre d’information et de documentation de l’Université de Potsdam, elle fournit sa clientèle d’enseignants-chercheurs et d’étudiants en ressources documentaires variées. Elle accueille d’une manière générale les publics des Länder de Berlin et de Brandebourg, en particulier les membres d'autres établissements d’enseignement supérieur et d'instituts de recherche extra-universitaire de la région.

## Structure et organisation
Adaptée à la structure éclatée de l’université, la bibliothèque est composée d'unités dites « de domaine »  (Bereichsbibliotheken) organisées en système  et réparties sur trois sites, qui couvrent des champs disciplinaires variés correspondant aux axes d’enseignement et de recherche des facultés et instituts. Ce système de bibliothèques est dit « à un niveau » (einschichtig), c’est-à-dire, selon la définition allemande de ce type d’organisation centralisée, dotée d’un seul budget pour l’ensemble de la couverture documentaire universitaire et d’une direction unique pour tous les personnels de bibliothèque. Les fonds Arts, Langues, Littératures, Histoire, Philosophie et Religions sont en majorité concentrés dans la bibliothèque du Nouveau Palais à l’extrémité ouest du parc royal de Sanssouci classé patrimoine culturel mondial de l'UNESCO. Les fonds Droit, Économie, Gestion, Sciences politiques et Sociologie se trouvent, eux, sur le campus de Potsdam-Babelsberg connue par ses mythiques studios, les Sciences Humaines, Sciences et Technologies dans une bibliothèque située au cœur de la Cité Scientifique de Potsdam-Golm, lieu de coopération de l’université avec les instituts Max-Planck et Fraunhofer. 
Les archives et presses universitaires de Potsdam sont intégrées à la BU.
Dans le cadre de la réforme allemande du secteur des bibliothèques, la Bibliothèque Universitaire de Potsdam s’engage dans des coopérations diverses avec d’autres bibliothèques ou institutions de mémoire telles que des archives ou des musées. Elle pilote la création d’un réseau compétitif de bibliothèques du Land afin de mutualiser au mieux les ressources et d’optimiser la gestion des personnels. Il s’agit de proposer à tous, aux scientifiques et aux citoyens, aux étudiants et aux apprentis, une offre documentaire et des prestations de service modernes qui correspondent au changement technologique et aux usages documentaires actuels.

## Histoire

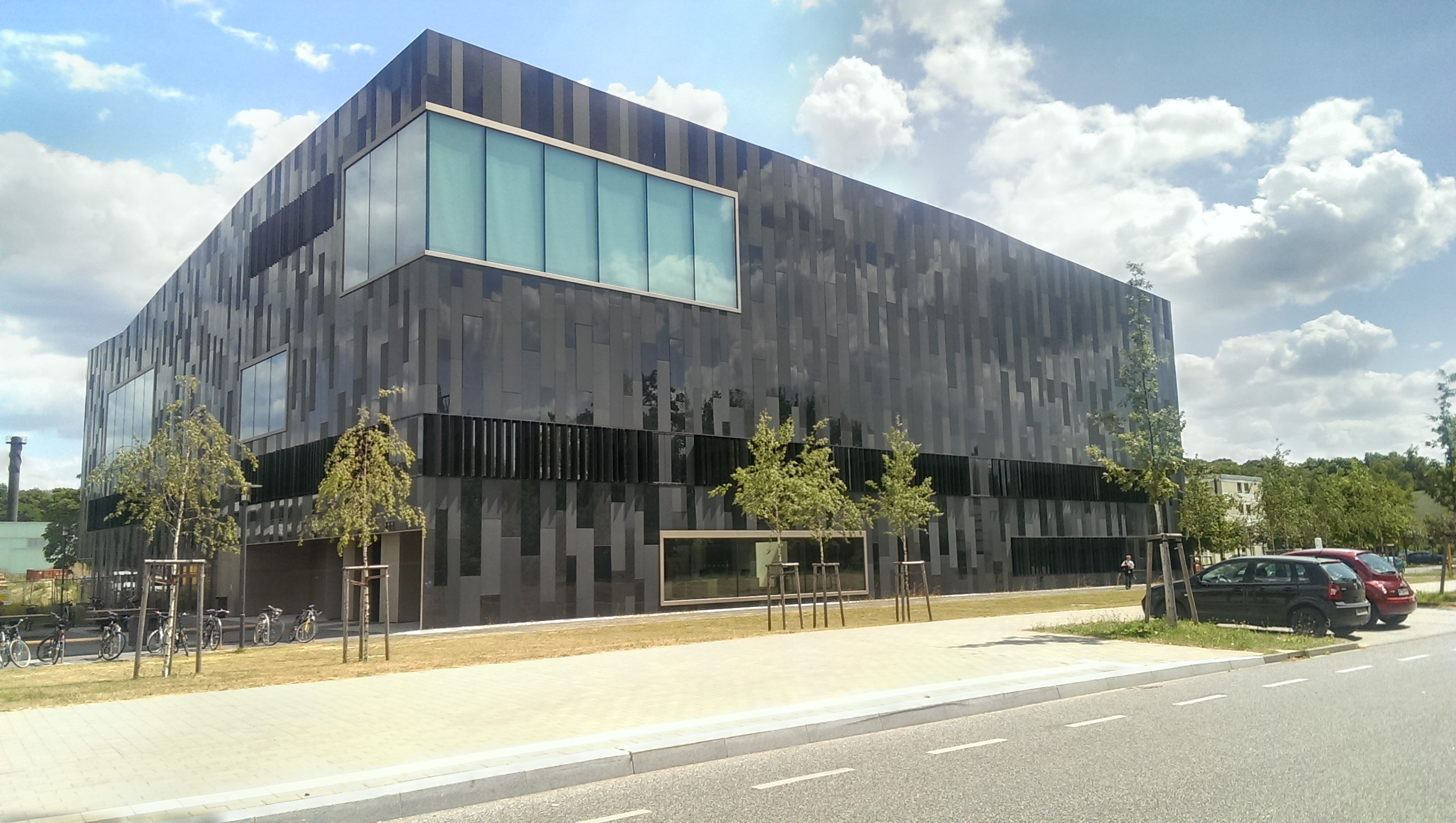
Centre d'information et de communication / Bereichsbibliothek.

La bibliothèque universitaire de Potsdam a été créée officiellement en 1991 en tant que bibliothèque de l’Université de Potsdam fondée en 1990 après la réunification allemande. La BU fusionne les fonds d’établissements antérieurs tels l’École de Formation des Maîtres (Pädagogische Hochschule) Karl-Liebknecht ou l’Académie des Sciences Juridiques (Akademie für Staats- und Rechtswissenschaften) de la RDA. Occupant divers bâtiments plus ou moins provisoires et en déménagement constant depuis des années, la bibliothèque put récemment prendre possession d’espaces plus fonctionnels et dûment équipés : en l’an 2000 un ancien dépôt de la Croix-Rouge allemande à Babelsberg put être transformé en une bibliothèque moderne et conviviale, en 2006 une remise attenant au Commun Sud du Nouveau Palais fut aménagée à son tour et agrandie par un quadrilatère à façade de verre placé dans sa cour intérieure. En 2011 enfin sera inauguré le centre d’information et de communication de la Cité Scientifique de Golm (6 800 m2 de surface utile, capacité 1 million de volumes), une nouvelle Bereichsbibliothek actuellement en construction et le premier bâtiment dans l’histoire de l’université à avoir été conçu pour la présentation et l’archivage professionnels de collections multisupports. Les lecteurs y  trouveront à la fois de larges zones de lecture, des cabinets de travail individuel ou en groupe, un espace multimédia ainsi que des espaces réservés aux activités culturelles ou à la consultation des livres rares et précieux.

## Collections
Avec un fonds d’environ 1,3 million de volumes, près de 27 000 revues électroniques, 260 bases de données et 1,5 million de livres numériques la BU de Potsdam fait partie des bibliothèques universitaires allemandes de taille moyenne. À la différence de la majorité des bibliothèques allemandes affiliées à un seul réseau de bibliothèques, elle coopère avec deux d’entre eux. Elle est membre du réseau coopératif des bibliothèques de Berlin-Brandebourg (Kooperativer Bibliotheksverbund Berlin-Brandenburg – KOBV) avec lequel elle participe à l’établissement de structures innovantes dans le domaine de l’édition électronique, elle est en même temps partenaire du réseau GBV (Gemeinsamer Bibliotheksverbund – réseau commun de bibliothèques) pour ce qui est du catalogage partagé et du prêt entre-bibliothèques. 
Dans les débuts et premières années de travail de l’université (1991-2002) la BU a pu constituer le noyau de ses collections grâce à l’allocation de la part du Bund et du Land de moyens financiers conformément au Hochschulbauförderungsgesetz, une loi de 1969 qui définissait comme tâche commune du Bund et des Länder des projets de développement de l’enseignement supérieur. Les fonds sont actuellement complétés et soumis à une veille constante. Ils comprennent des ressources pluri- et interdisciplinaires à l’image de l’orientation de l’université de Potsdam qui se situe dans la tradition de l'universitas litterarum, pratiquant l’enseignement et la recherche dans tous les domaines scientifiques classiques, hormis la médecine. Le « plan de développement des universités du Land de Brandebourg jusqu'en 2025 » définit les pôles d’excellence et de compétitivité qui déterminent la charte d'acquisition: formation des enseignants, sciences des médias, sciences de la Nature, études juives et autres.
50 % des collections sont accessibles en libre accès selon un plan de classement correspondant à la classification de Ratisbonne ( RVK – Regensburger Verbundklassifikation) très répandue en Allemagne, notamment dans les nouveaux Länder. Un service interne de fourniture de documents permet de faire circuler les livres et autres types de documents entre les différents sites universitaires selon les besoins des lecteurs. Chaque année plus de 28 000 inscrits emprunteurs déclenchent environ 430 000 opérations de prêt. 1,8 million de clics témoignent de l’importance croissante des ressources électroniques. Le développement de la BU en tant que bibliothèque self-service s’est accéléré depuis 2007 grâce aux technologies d’identification par ondes radio. Depuis 2011 l’ensemble des collections en libre accès est équipé de balises radio qui facilitent un auto-enregistrement rapide des prêts et retours. Les lecteurs de la BU disposent actuellement d’environ 740 places de travail (tous sites compris), dont 160 avec ordinateur et accès au catalogue en ligne et/ou à Internet.

## Collections spéciales
La BU de Potsdam est membre du réseau des bibliothèques judaica et hebraica de la région Berlin-Brandebourg et signale ses collections spéciales dans un catalogue en ligne du réseau KOBV, le VK-Judaica (Verbundkatalog Judaica), un catalogue collectif proposant une recherche fédérée concentrée sur les seuls fonds judaica et hebraica des bibliothèques associées. 
Les collections judaica et hebraica de la bibliothèque universitaire de Potsdam comprennent entre autres :
- les archives personnelles d’Israel Bercovici[10] (1921-1988), dramaturge en chef du théâtre d’État juif de Bucarest et historien important du théâtre yiddish,
- la collection du professeur Yehuda Aschkenasy, dont la bibliothèque de l’ancienne école juive berlinoise de Veitel Heine Ephraim avec des ouvrages sur tous les domaines importants de la littérature hébraïque et rabbinique (entre autres des éditions bibliques rares) ainsi que des manuscrits hébreux du Yémen (XVIIe et XVIIIe siècles),
- la collection Dr. Israel Mehlmann constituée d'ouvrages extrêmement rares portant essentiellement sur les domaines de la Kabbale, du Hassidisme, de la liturgie et du conte populaire yiddish et hébraïque,
- les archives musicales numérisées de chansons populaires yiddish et de musique klezmer de David Kohan, un spécialiste de la culture yiddish, chassan (meneur de prière) et musicologue. Ces archives sont accessibles pour les membres de l'université dans le cadre d’un wiki David Kohan et pour les chercheurs externes après enregistrement.
- Enfin la collection d’enregistrements historiques de chansons yiddish, de musique klezmer et de jeux de Pourim constituée par les ethnologues Moishe Beregowski et Sofia Magid de Saint-Pétersbourg complète l’ensemble des archives sonores du monde juif disponibles à Potsdam.

Par ailleurs des ouvrages du XVIIe et  XVIIIe siècles couvrant différents champs disciplinaires constituent la réserve de livres rares et précieux numérisée au fur et à mesure et présentée sur la plateforme Brandebourg numérique / Digitales Brandenburg.

Depuis 2009 la bibliothèque universitaire intègre les fonds spécialisés de l’ancien centre de recherche sur l’Europe des Lumières à Potsdam (FEA – Forschungszentrum Europäische Aufklärung). Elle propose sur la toile le texte intégral de la « Neue Bibliothek der schönen Wissenschaften und der freyen Künste », l’une des plus importantes revues de langue allemande de la seconde moitié du XVIIIe siècle que l’ancien FEA a numérisée avec le soutien de la Deutsche Forschungsgemeinschaft (DFG).

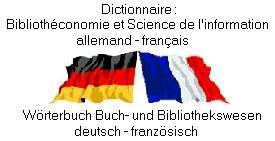
http://info.ub.uni-potsdam.de/datenbanken/df_glossar/startglossar.php

Dans le cadre d'un prêt interinstitutionnel de longue durée la BU a  pris en charge la bibliothèque de la société allemande des sciences de la terre (Deutsche Gesellschaft für Geowissenschaften – DGG) avec son importante collection de cartes géologiques qui fait l’objet aussi de divers projets de numérisation. 

La BU est bibliothèque dépositaire des Nations Unies. 
Elle publie un dictionnaire de terminologie bibliothéconomique allemand / français en ligne et en libre accès.

## Archives universitaires
Les archives universitaires, créées en 1991, sont issues des archives de l’ancienne université du Land de Brandebourg (Brandenburgische Landeshochschule), elles-mêmes issues des archives de l’École de Formation des Maîtres Karl Liebknecht créées en 1966 pour des documents  d'utilité administrative et d’intérêt archivistique. Les fonds occupent actuellement près de 1 800 mètres de rayonnage linéaire et remontent à l’année 1948, année de la fondation de la première université brandebourgeoise. Les archives universitaires conservent les dossiers des institutions suivantes :
- Brandenburgische Landeshochschule, Potsdam
- Pädagogische Hochschule « Karl-Liebknecht », Potsdam
- Institut für Lehrerbildung « Rosa-Luxemburg », Potsdam
- Institut für Lehrerbildung « Clara-Zetkin », Cottbus
- Akademie für Staats- und Rechtswissenschaft, Potsdam-Babelsberg

Elles sont ouvertes au public et ont pour mission d’assurer la prise en charge, l’accessibilité, la conservation et, le cas échéant, la publication des documents universitaires à valeur pérenne.

## Presses universitaires
Le service des publications de l’université de Potsdam, crée en 1998, est un service de  publication multisupport qui intègre presses universitaires, dépôt OAI, bibliographie des publications de l’université et service des échanges. Les presses universitaires pratiquent le libre accès, Open Access, promu par le sénat de l’université de Potsdam et sa résolution du 17/05/2006. Elles publient et diffusent des contenus validés par des pairs et accroissent la visibilité de la recherche universitaire. À côté des documents texte le multimédia (enregistrements de cours magistraux, archives musicales numérisées etc.) est en progression constante et présenté sur un  serveur réservé à ce type de documents.
Les presses universitaires de Potsdam sont membres d’un groupe de travail d'éditeurs universitaires, majoritairement de langue allemande (Arbeitsgemeinschaft der Universitätsverlage). En 2013 elles avaient plus de 500 titres à leur programme diffusés par leur propre boutique web ou par le biais de la librairie en ligne. 80 % des textes publiés aux presses sur papier sont archivés en parallèle sous forme électronique sur le serveur OAI qui réunissait en 2013 plus de 6,000 travaux universitaires. La bibliographie des publications des chercheurs de l’université signale en 2013 plus de 22,000 titres et s’accroît chaque année d’environ 1 200.